# Eckhard Martens
Eckhard Martens (født 12. juni 1951 i Bützow) er en tysk tidligere roer.

## Karriere
Martens roede i forskellige bådtyper, og første gang, han gjorde sig opmærksom på den internationale scene, var i 1970, da han var med i den østtyske otter, der vandt VM-guld dette år. Året efter var han med til at vinde EM-sølv i samme disciplin.
I 1972 var han med i den østtyske firer med styrmand, der deltog i OL i München. Bådens øvrige besætning bestod af Dietrich Zander, Reinhard Gust, Rolf Jobst samt styrmand Klaus-Dieter Ludwig. Vesttyskland var forsvarende verdens- og europamestre, mens Østtyskland (med andre besætninger) havde været nærmeste forfølger i begge tilfælde. De to nationer vandt da også deres indledende heats, mens østtyskerne i semifinalen blev besejret af Sovjetunionen, men alligevel var med i A-finalen. Her blev styrkeforholdet sat på plads, da vesttyskerne vandt klart i ny olympisk rekordtid, mens østtyskerne lige så klart blev nummer to, og den tjekkoslovakiske båd blev nummer tre.
Året efter var han igen med ved EM, da østtyskerne endnu engang blev henvist til andenpladsen, denne gang dog efter Sovjetunionen. Han roede senere igen i otteren, men opnåede ikke flere internationale medaljer i sin karriere.
Martens var uddannet økonom og arbejdede som sådan i sin gamle klub, Dynamo Berlin.

## OL-medaljer
- 1972:  Sølv i firer med styrmand